# Nuoto artistico ai Giochi olimpici
Il nuoto artistico (detto nuoto sincronizzato fino al 2017) è stato inserito nel programma olimpico per i Giochi di Los Angeles 1984. L'evento attuale è stato modificato per Parigi 2024 e comprende pure i maschi e comprende gare di coppia, di singolo e di squadra.

## Medagliere
Aggiornato a Parigi 2024.
| Pos | Nazione       | Oro | Argento | Bronzo | Totale |
| --- | ------------- | --- | ------- | ------ | ------ |
| 1   | Russia        | 10  | 0       | 0      | 10     |
| 2   | Stati Uniti   | 5   | 3       | 2      | 10     |
| 3   | Canada        | 3   | 4       | 1      | 8      |
| 4   | Cina          | 2   | 5       | 2      | 9      |
| 5   | ROC           | 2   | 0       | 0      | 2      |
| 6   | Giappone      | 0   | 4       | 10     | 14     |
| 7   | Spagna        | 0   | 3       | 2      | 5      |
| 8   | Gran Bretagna | 0   | 1       | 0      | 1      |
| 9   | Ucraina       | 0   | 0       | 2      | 2      |
| 10  | Francia       | 0   | 0       | 1      | 1      |
| 10  | Paesi Bassi   | 0   | 0       | 1      | 1      |
|     | Totale        | 22  | 20      | 21     | 63     |

## Albo d'oro

### Duo
| Edizione                                 | Oro                                              | Argento                                       | Bronzo                                             |
| ---------------------------------------- | ------------------------------------------------ | --------------------------------------------- | -------------------------------------------------- |
| Los Angeles 1984                         | Stati Uniti Tracie Ruiz - Candy Costie           | Canada Sharon Hambrook - Kelly Kryczka        | Giappone Saeko Kimura - Miwako Motoyoshi           |
| Seul 1988                                | Canada Michelle Cameron - Carolyn Waldo          | Stati Uniti Karen Josephson - Sarah Josephson | Giappone Mikako Kotani - Miyako Tanaka             |
| Barcellona 1992                          | Stati Uniti Karen Josephson - Sarah Josephson    | Canada Penny Vilagos - Vicky Vilagos          | Giappone Fumiko Okuno - Aki Takayama               |
| Atlanta 1996                             | Evento non incluso nel programma olimpico        | Evento non incluso nel programma olimpico     | Evento non incluso nel programma olimpico          |
| Sydney 2000                              | Russia Ol'ga Brusnikina - Marija Kiselëva        | Giappone Miya Tachibana - Miho Takeda         | Francia Virginie Dedieu - Myriam Lignot            |
| Atene 2004                               | Russia Anastasija Davydova - Anastasija Ermakova | Giappone Miya Tachibana - Miho Takeda         | Stati Uniti Alison Bartosik - Anna Kozlova         |
| Pechino 2008                             | Russia Anastasija Davydova - Anastasija Ermakova | Spagna Andrea Fuentes - Gemma Mengual         | Giappone Saho Harada - Emiko Suzuki                |
| Londra 2012                              | Russia Natal'ja Iščenko - Svetlana Romašina      | Spagna Andrea Fuentes - Ona Carbonell         | Cina Huang Xuechen - Liu Ou                        |
| Rio de Janeiro 2016                      | Russia Natal'ja Iščenko - Svetlana Romašina      | Cina Huang Xuechen - Sun Wenyan               | Giappone Yukiko Inui - Risako Mitsui               |
| Tokyo 2020                               | ROC Svetlana Kolesnichenko - Svetlana Romašina   | Cina Huang Xuechen - Sun Wenyan               | Ucraina Marta Fiedina - Anastasia Savchuk          |
| Parigi 2024                              | Cina Wang Liuyi - Wang Qianyi                    | Gran Bretagna Kate Shortman - Isabelle Thorpe | Paesi Bassi Bregje de Brouwer - Noortje de Brouwer |
| Atleta meglio premiato: Romašina (3/0/0) | Atleta meglio premiato: Romašina (3/0/0)         | Nazione meglio premiata: Russia (5/0/0)       | Nazione meglio premiata: Russia (5/0/0)            |

### Squadra
| Edizione                                | Oro         | Argento     | Bronzo      |
| --------------------------------------- | ----------- | ----------- | ----------- |
| Atlanta 1996                            | Stati Uniti | Canada      | Giappone    |
| Sydney 2000                             | Russia      | Giappone    | Canada      |
| Atene 2004                              | Russia      | Giappone    | Stati Uniti |
| Pechino 2008                            | Russia      | Spagna      | Cina        |
| Londra 2012                             | Russia      | Cina        | Spagna      |
| Rio de Janeiro 2016                     | Russia      | Cina        | Giappone    |
| Tokyo 2020                              | ROC         | Cina        | Ucraina     |
| Parigi 2024                             | Cina        | Stati Uniti | Spagna      |
| Nazione meglio premiata: Russia (5/0/0) |             |             |             |

### Singolo
Evento non più presente nel programma olimpico
| Edizione         | Oro                  | Argento       | Bronzo           |
| ---------------- | -------------------- | ------------- | ---------------- |
| Los Angeles 1984 | Tracie Ruiz          | Carolyn Waldo | Miwako Motoyoshi |
| Seul 1988        | Carolyn Waldo        | Tracie Ruiz   | Mikako Kotani    |
| Barcellona 1992  | Kristen Babb-Sprague | —             | Fumiko Okuno     |
| Barcellona 1992  | Sylvie Fréchette     | —             | Fumiko Okuno     |

### Atleti plurimedagliati
Di seguito elencate le atlete con il maggior numero di medaglie vinte:
| Atleta                 | Nazione     | Oro | Argento | Bronzo | Totale |
| ---------------------- | ----------- | --- | ------- | ------ | ------ |
| Svetlana Romašina      | Russia/ ROC | 7   | 0       | 0      | 7      |
| Anastasija Davydova    | Russia      | 5   | 0       | 0      | 5      |
| Natal'ja Iščenko       | Russia      | 5   | 0       | 0      | 5      |
| Anastasija Ermakova    | Russia      | 4   | 0       | 0      | 4      |
| Svetlana Kolesnichenko | Russia/ ROC | 4   | 0       | 0      | 4      |
| Miya Tachibana         | Giappone    | 0   | 4       | 1      | 5      |
| Miho Takeda            | Giappone    | 0   | 4       | 1      | 5      |
| Huang Xuechen          | Cina        | 0   | 3       | 2      | 5      |
| Andrea Fuentes         | Spagna      | 0   | 3       | 1      | 4      |